# Shark Reef at Mandalay Bay
Le Shark Reef at Mandalay Bay est un aquarium public situé sur la propriété de l'hôtel Mandalay Bay à Las Vegas. Son principal réservoir contient 4 900 000 litres, ce qui en fait un des plus grands d'Amérique du Nord. On y trouve de nombreuses espèces de requins, raies, reptiles et invertébrés. Alors que la plupart des aquariums sont situés près de l'océan, il est situé en plein désert, donc loin de toutes source d'eau naturelle. 

## Histoire
L'aquarium a été élaboré en consultation avec l'aquarium de Vancouver.
Les expositions ont ouvert en 2000. En 2007, dans un but de marketing, le mot « Aquarium » est ajouté à son titre officiel. Les responsables ont déclaré que ce changement est destiné à représenter la nature réelle de l'habitat. En 2012, des écrans tactiles ont été ajoutés dans tout l'aquarium.

## Description
Le Shark Reef Aquarium est la seule institution au Nevada accrédité par l'Association des zoos et des aquariums (AZA). 
On peut observer divers reptiles et surtout des animaux terrestres. Le 20 juin 2008, l'aquarium a reçu un dragon de Komodo du Miami MetroZoo. Pour souligner son 10e anniversaire, un serpent birman et deux moniteurs d'arbres verts ont été ajoutés au temple de la jungle. 
Le personnel participe au programme Adopt-a-Cove pour aider à l'assainissement du lac Mead. L'aquarium propose un guide « de bon goût » pour promouvoir des choix de fruits de mer durables. L'information est créditée par la Fondation de l'aquarium de la baie de Monterey. Tout au long des diverses expositions, il y a de l'information sur les dangers de l'enlèvement des nageoires et l'introduction d'espèces invasives. 

## Galerie

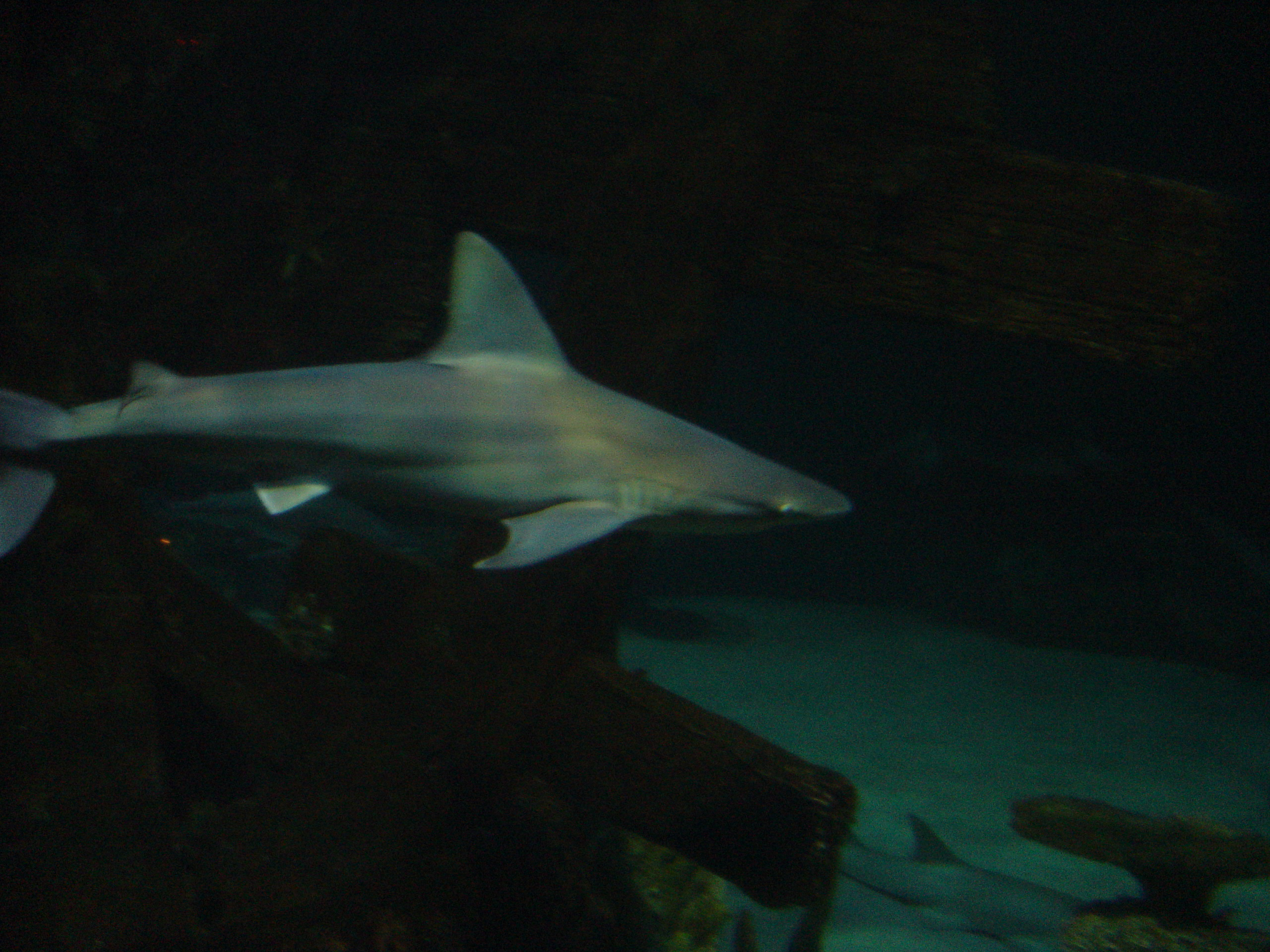
Un requin
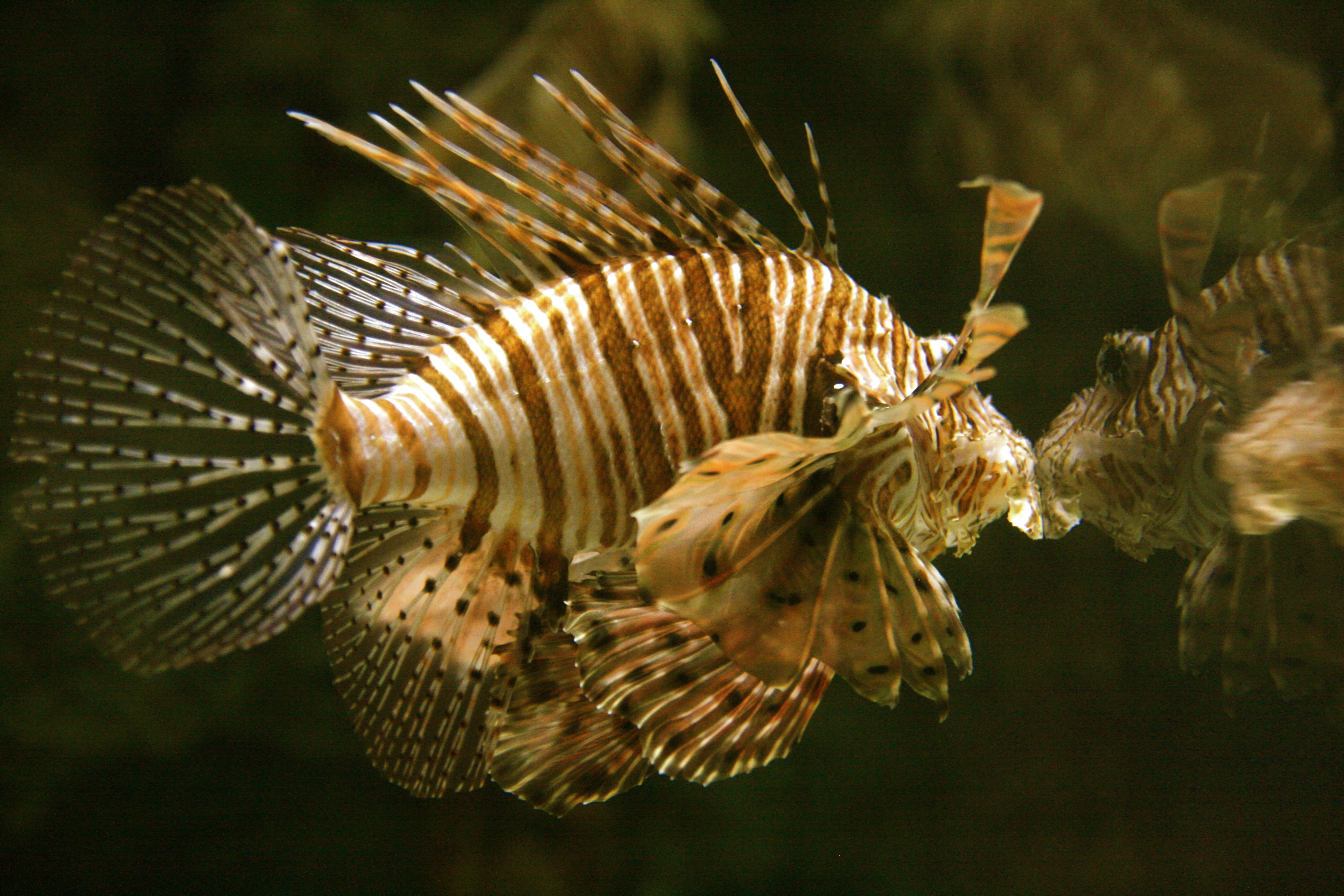
Un pterois